# Tövispuszta
A Tövispuszta Kepes András első regénye. 2011-ben jelent meg az Ulpius-Ház gondozásában 35 000 példányban, majd ezt követően több utánnyomásban az év második legnagyobb könyvsikere lett. A regényt The Inflatable Buddha címmel, Bernard Adams fordításában 2013-ban kiadta a londoni Armadillo Central kiadó, 2017-ben és 2020-ban pedig a szerző által átdolgozott új kiadásokban a Libri kiadó.
A mű kerete egy temetés az ezredfordulón. A regény egyik főhősét, Szentágostony Pált temetik és remény szerint, vele együtt az embertelen eszmékkel terhes 20. századot is. A regény narrátora, egy fiatal médiaművész, az elhunyt unokája, aki kiállításához családtörténeteket, tárgyakat gyűjt, videókat forgat a fiktív faluról, Tövispusztáról, abban bízva, hogy „a valóságként és igazságként megélt családi anekdotákból jobban kikerekedik a múlt, mint a tízévente újrahazudott hivatalos történelemből”. A szegényparaszt Veres, az arisztokrata Szentágostony, a zsidó Goldstein és a polgár Sárády családok sorsának díszlete és egyben alakítója a 20. századi magyar történelem, amely mintha képtelen lenne megszabadulni az idejétmúlt, pusztító eszméktől. A szerző szándéka az volt, hogy a mindenkori hatalom által elvárt egysíkú történelemszemlélet helyett több szempontú közös keretet alkosson a történelem értelmezéséhez.
A regényt az olvasók lelkesen fogadták, nem csak a kiadás évének, hanem a Könyves Magazin szerint az évtizednek is egyik legnépszerűbb könyve lett. A kritikai fogadtatás azonban megosztott volt.  Szinte minden kritikus izgalmasnak találta a regényt, de Bedő J. István úgy véli, hogy az anyag túl sok egy könyvhöz (Bedő J. István:  Mi elég és mi sok. Kepes András: Tövispuszta. olvassbele.com – 2011. nov. 7.), Angyalosi Gergely véleménye szerint pedig rokonszenves a történelemszemlélete, […] mindazonáltal fölvonultatja egy gyakorlatlan prózaíró összes létező hibáját”. (ÉS-kvartett – Kepes András Tövispuszta című regényéről.  Élet és Irodalom, (2012. máj. 18.)
Bauman Tamás szerint viszont: „Az írói profizmus tökéletes példájának lehetünk tanúi, hiszen a szerző könnyedén, látszólag sodródva ír, de közben nehéz és pontosan megtervezett feladatot hajt végre. Kepes remekül ragad ki szereplőket, s olyan széles skáláról válogatja össze őket, hogy egy-egy családi kapcsolatra felfűzve képes bemutatni az egész társadalmat”. (Bauman Tamás:  Kepes András: Tövispuszta. www.ekultura.hu – 2011. dec. 8.) Szilágyi Zsófia úgy gondolja: „ha ez a könyv valakit elgondolkodtat a magyar történelem traumatikus eseményeiről, és ezáltal árnyaltabban látja a dolgokat, az jó. De közhelyek mentén mozog”, (ÉS-kvartett – Kepes András Tövispuszta című regényéről. Élet és Irodalom, 2012. máj. 18.) míg Károlyi Csaba ugyancsak az Élet és Irodalomban megjelent korábbi kritikájában azt írja: „Fontos könyv a Tövispuszta. Az ilyen műre mondják, hogy lehetetlen letenni. Annyira könnyen olvastatja magát, hogy az ember sokszor hajlandó elfeledkezni a gyengéiről. Jó karakterek, párbeszédek színesítik az ügyesen megszerkesztett történetegyüttest" (Élet és Irodalom, Károlyi Csaba: Történelmünk, mint szappanopera KÖNYVKRITIKA – KÖVETÉSI TÁVOLSÁG – LVI. évfolyam 1. szám, 2012. január 6.)
A külföldi kritikák is többnyire elismerők. Ashen Venema, író a regény kifinomult ironikus elbeszélő stílusát dicséri, ahogy a tragikus helyzeteket is csípős humorral jeleníti meg, meghazudtolva a csak fekete-fehérben gondolkodni képes történelemkönyveket. David Selzer költő pedig egyenesen azt jósolja, hogy a regény a legjobb kelet-európai művek folytatójaként klasszikussá válik.